# جون بيدفورد لينو
كان جون بيدفورد لينو (29 يونيو 1826 – 31 أكتوبر 1894) رسامًا وشاعرًا وميثاقيًا ومتطرفًا راديكاليًا لعب دور «جسر» بين الميثاقيين والحركات العمالية الأولى، وأيضًا بين الطبقة العاملة والطبقة الحاكمة. أطلق لينو حملة لمنح الحق في الاقتراع لجميع الرجال والنساء، مدفوعًا برغبة قوية ب «العدل والحرية لجميع البشر». كان لينو من الشخصيات البارزة في رابطة الإصلاح، التي أطلقت حملة لإقرار قانون الإصلاح لعام 1867. وأطلق عليه لقب «روبرت برنز العمال» و«شاعر الفقراء» بسبب أغانيه وقصائده السياسية التي بيعت على نطاق واسع في منشورات منخفضة الثمن وألقيت وغنت من قبل العمال في بريطانيا وأوروبا وأمريكا. كان لينو خطيبًا ممتعًا ومقنعًا وكان ثمة طلب كبير على خطبه في أنحاء لندن. امتلك لينو صحفًا ومجلات راديكالية وليبرالية وحررها وساهم فيها، وطبع ووزع ملصقات تروج لاجتماعات وتظاهرات إصلاح لندن. وكتب الأغنية التي حققت نجاحًا أمميًا «أغنية المجرفة».

## الجذور
ولد جون بيدفورد لينو في 29 من شهر يونيو من عام 1826 في بيل يارد، أوكسبريدج، ميدلسكس، إنجلترا. وكان الابن البكر لجون لينو (1800 - 1885) (جندي مشاة يرافق النبلاء وخباز ومقاول) وفيبي بيدفورد (1801 - 1875) (ماشطة وعاملة في أشغال الإبرة ومعلمة في مدرسة للبنات) التقت خلال عملها لدى السيد تشيبيندال فاعل خير شهير في أوكسبريدج.

## النشأة
على الرغم من عدم نيلها تعليمًا جيدًا، علّمت والدة جون بيدفورد لينو ابنها القراءة وعزا لينو حبه للتعلم إلى أمه. أرسل لينو إلى مدرسة تحضيرية في سن ال 8 إلا أنه سرعان ما طرد منها بسبب اختلاقه لأكاذيب. أصر لينو على أن ذلك كان غير صحيح. وكانت لديه شكوك أن الكذبة قد اختلقت من قبل عدد من الطلاب الميسورين الذين اكتشفوا أنه كان ينحدر من بيل يارد، ورأوا في التواصل مع أحد من خلفية فقيرة كهذه أمرًا يحط من قيمتهم.
ومن ثم أرسل لينو لكي يعيش مع عمته في ستانويل مور. كانت عمته مسؤولة، إلى جانب زوجها، عن دار إيواء الفقراء التابعة للأبرشية والتي كانوا يمتلكون ضمنها شققًا. وجد لينو دار الإيواء مكانًا «غريبًا». وفي تغير غريب للأقدار عمل بعد ذلك كمنظف وصبي مأموريات في المدرسة ذاتها التي كان قد طرد منها. في عمر ال 12 عمل لينو عند صانع ألعاب نارية كان يكرهه بسبب مزاعمه التسويقية الكاذبة وصنعه لمفرقعات لا تستوفي المعايير.
أصبح لينو ساعي بريد لدى رئيس البريد في أوكسبريدج، الذي كان أيضًا عامل طباعة وبائع أدوات مكتبية. كان جون بيدفورد لينو يوصل البريد إلى مناطق أوكسبريدج كومون وإيكينهام ورويسليب وإيستكوت، وكان يمشي يوميًا 20 ميلًا منذ الساعة 6 صباحًا حتى وقت العشاء قبل أن يعود لينهي يومه ببعض أعمال الطباعة. أثارت فيه فترة عمله كساعي بريد اهتمامه بالمسرح، واستدعي في كثير من الأحيان لكي يقرأ محتويات الرسائل لأهالي القرية، الذين كان العديد منهم أميين. ووجد أنه امتلك القدرة على «رسم الابتسامة وإسالة الدموع» ووجد ذلك مرضيًا له بشدة.
استمر ذلك 12 شهرًا قبل أن يصبح نافعًا بشدة في مكتب الطباعة فسُجل كمتدرب لدى عامل الطباعة. نظرًا إلى عدم إتمامه تعليمه عانى لينو لمدة 3 سنوات ولم يحقق سوى تقدم ضئيل. وعلى الرغم من ذلك، ثابر ومنح تعليمًا إضافيًا بعد عمله من قبل عامل الطباعة الأبرع والأكثر حبًا للخير في المكتب، السيد كينغسبوري، الذي شعر بأنه مدين له حتى بقية حياته.

## المسرح والغناء والشعر والمقامرة
خلال تلك الفترة، كانت مجموعات مسرحية تقوم بزيارات منتظمة لأوكسبريدج وشاهد جون بيدفورد لينو بإعجاب أداء العديد من الممثلين. حين أصاب سوء الحظ واحدًا من المجموعات المسرحية التي كانت تزور أوكسبريدج، وكانت على وشك الإفلاس، شكل ذلك لجون بيدفورد لينو حافزًا بأن يفعل شيئًا. على الرغم من أنه لم يمثل قط في السابق، قرر هو و3 أصدقاء تقديم عرض هواة لمسرحية أصحاب الرؤوس المستديرة والملكيين، وذهب ريع المسرحية لمدير مجموعة المسرح التي كانت على وشك الإفلاس. لعب جون بيدفورد لينو دور الشخصية الرئيسية ونظم أيضًا لائحة أسماء ممثلي المسرحية لتوزع في أرجاء البلدة. لم يفصح عن هويات الممثلين وسرت شائعات بأنهم كانوا أشخاصًا من «أعلى المراتب الاجتماعية». نفدت تذاكر العرض وتلاه عرض مسرحي خاص بالمجموعة المسرحية التي كانت على شفير الإفلاس. حققت المسرحية نجاحًا إلى درجة أنها عرضت بعد ذلك خلال الأشهر التسعة التالية وأنقذت المجموعة من الإفلاس. وأصبح مدير المجموعة لاحقًا ثريًا وأعزا الجزء الأكبر من نجاحه إلى جون بيدفورد لينو وأصدقائه الثلاثة الذين قاموا بالمبادرة.
اشترى والد جون بيدفورد لينو مصنع شعير عن طريق ورثة حصل عليها من أخيه الذي كان قد توفي قبل وقت قصير، ماثيو لينو، الذي كان قد فاز بالجائزة الكبرى في اليانصيب الحكومي قبل سنوات قليلة. ترك هذا المكان وبعض الأوغاد الذين كانوا يعيشون فيه بعض الذكريات السيئة لدى جون بيدفورد لينو. ونظرًا إلى امتلاكه صوته جميلًا استدعي في كثير من الأحيان لكي يغني للزبائن، وللمشاركة في منافسات غنائية غالبًا ما فاز فيها. إلا أن اهتمامه بالشعر أثير هنا من قبل زبون ترك نسخة من كتاب صمويل جونسون حياة الشعراء. قرأ جون بيدفورد لينو الكتاب وأعاد قراءته وقرر أن يصبح شاعرًا.

## تعرفه على السياسة
تعرف جون بيدفورد لينو على عالم السياسة في مصنع الشعير الذي كان يمتلكه والده. وأصبح صديقًا مع أحد الميثاقيين، فريد فاريل، الذي كان يتناقش حول العديد من النظريات مع السيد كينغسبوري، من مكتب الطباعة، الذي كان ليبراليًا تقليديًا. وتعرف جون بيدفورد لينو على صحيفة إيكزامينر وستار ونيو مورال ورلد والعديد من المطبوعات الأخرى وبدأ يدخل في نقاشات حول هذا المبدأ أو ذاك.
تحول جون بيدفورد لينو إلى الميثاقية وانضم إليها عند أول فرصة. وأسس فرعًا في بلدته الأم وأصبح أمين الفرع، واشترى وباع منشورات ميثاقية لسكان أوكسبريدج.

### الطباعة
مع اقتراب نهاية فترة تدريبه بات جون بيدفورد لينو أكثر كفاءة من بعض زملائه الأكثر تأهيلًا وأصبح رئيس المكتب. وبعد 7 أعوام أنهى تدريبه إلا أنه افترق عن رئيس عمله بشكل رئيسي بسبب القيود المالية للعمل والتوترات المتزايدة بينهما. ووجد عملًا في أعمال طباعة أخرى في إيتون، بيركشير، لمدة من الوقت قبل تسريحه مجددًا بسبب خلافات بينه وبين رئيسه في العمل (كان جون بيدفورد لينو سريع البديهة وكان لديه تحسس قوي للعدل تسبب، عند عمله لدى مدير استغلالي أو غير أمين، بوقوعه في مآزق). كانت أعمال الطباعة تعاني من هبوط فقرر جون بيدفورد لينو أن فرصته الأفضل في التوظيف كانت تتوافر في الريف. فسافر إلى عدة أماكن وكان يحصل على طعامه عن طريق الغناء وإلقاء الشعر مقابل الغذاء أو المال وسافر أكثر من 1000 ميل في أنحاء الريف قبل أن يقرر العودة إلى أوكسبريدج. عند عودته أُقنع جون بيدفورد لينو بإقامة حفل خيري لصالحه في قاعة البلدة، وهو ما فعله وجنى من ذلك 40 باوندًا. فاشترى مطبعته الخاصة وأسس متجرًا في شارع ويندسور، أوكسبريدج.

### الميثاقية
إلى جانب تأسيسه فرع الميثاقية في أوكسبريدج، أسس جون بيدفورد لينو أيضًا بجرأة فرع إيتون في ويندسور الذي كان منزل الملكة فيكتوريا. وشغل أيضًا منصب ممثل الحركة الميثاقية.
كانت أول منشوراته صحيفة مانيوسكريبت، التي ساعد في تحريرها. ومن ثم تلتها صحيفة أوكسبريدج بيونير التي حررها جيرالد ماسي وكيمبر وهدسون وغورني وآخرون كانوا قد انتخبوا جميعًا من قبل تجمع تطوير الشبان في أوكسبريدج. لكن سرعان ما تسببت الخلافات السياسية بانشقاق في هذه الجماعة ومضى جون بيدفورد لينو وجيرالد ماسي إلى إصدار صحيفتهما الخاصة: روح الحرية ونصير الرجل العامل. طبعت هذه الصحيفة خلال العام التالي إلى أن غادر ماسي أوكسبريدج للعمل كأمين لرابطة الخياطين في لندن. هناك التقى جيرالد «المتعهدين»، مجموعة من الرجال المحترمين عرفوا بالاشتراكيين المسيحيين (يعرفون الآن بالحركة الاشتراكية المسيحية) وكان من بينهم العديد من الرجال البارزين. وقرروا تأسيس رابطة لعمال الطباعة دعوا جون بيدفورد لينو ليترأسها. إلا أنه رفض ذلك بناء على أنهم سيكونون قد أسسوا رابطة في وجه رابطة كان قد أسسها مؤخرًا بعض أصدقائه القدماء باسم «رابطة عمال الطباعة التعاونيين» في لندن، والتي كان قد انضم إليها كعامل طباعة عضو. وتلقوا دعمًا ماليًا قويًا من رؤساء الاشتراكيين المسيحيين حين عرفوا بوجودهم، من أمثال فريدريك ماوريس وتوماس هيوز، مؤلف رواية أيام توم براون في المدرسة.